# Grand Prix Austrálie 2006
Grand Prix Austrálie (LXXI Australian Grand Prix) se v roce 2006 konala 2. dubna na okruhu Melbourne.
- 57 kol x 5,303 km = 302,271 km
- 753. Grand Prix
- 10. vítězství Fernanda Alonsa
- 28. vítězství pro Renault

## Výsledky
Fernando Alonso převzal vítěznou trofej z rukou Premiéra státu Viktoria Steve Brackse, Ronald Walker zástupce společnosti AGPC předal cenu Kimi Räikkönenovi.Prezident konfederace AMS Colin Osbourne předal pohár třetímu Ralfu Schumacherovi a prezident Foster's Group Ltd Trever O'Hoy předal trofej vítěznému týmu.

### Pořadí v cíli
| Pozice | Jezdec               | Vůz               | Čas            |
| ------ | -------------------- | ----------------- | -------------- |
| 1      | Fernando Alonso      | Renault R26       | 1h 34:27,870   |
| 2      | Kimi Räikkönen       | McLaren MP4/21    | á 1,829        |
| 3      | Ralf Schumacher      | Toyota TF106      | á 24,824       |
| 4      | Nick Heidfeld        | BMW Sauber F1.06  | á 31,032       |
| 5      | Giancarlo Fisichella | Renault R26       | á 38,421       |
| 6      | Jacques Villeneuve   | BMW Sauber F1.06  | á 49,554       |
| 7      | Rubens Barrichello   | Honda RA106       | á 51,904       |
| 9      | Scott Speed          | Torro Rosso STR01 | á 53,817 + 25s |
| 8      | David Coulthard      | Red Bull RB2      | á 53,983       |
| 10     | Jenson Button        | Honda RA106       | á 1 kolo motor |
| 11     | Christijan Albers    | Midland M16       | á 1 kolo       |
| 12     | Takuma Sató          | Super Aguri SA05  | á 2 kola       |
| 13     | Yuji Ide             | Super Aguri SA05  | á 3 kola       |
| Kolo   | Odstoupili           | -                 | -              |
| 45     | Juan Pablo Montoya   | McLaren MP4/21    | Elektronika    |
| 39     | Tiago Monteiro       | Midland M16       | ?              |
| 37     | Vitantonio Liuzzi    | Torro Rosso STR01 | Nehoda         |
| 32     | Michael Schumacher   | Ferrari 248 F1    | Nehoda         |
| 22     | Mark Webber          | Williams FW28     | Převodovka     |
| 4      | Christian Klien      | Red Bull RB2      | Nehoda         |
| 0      | Jarno Trulli         | Toyota TF106      | Nehoda         |
| 0      | Nico Rosberg         | Williams FW28     | Nehoda         |
| 0      | Felipe Massa         | Ferrari 248 F1    | Nehoda         |

Modře - Speed penalizován 25 s za předjíždění při žlutých vlajkách

### Nejrychlejší kolo
- Kimi Räikkönen McLaren 1:26,045 - 221,870 km/h

### Vedení v závodě
- 1. – 3. kolo Jenson Button
- 4. - 19. kolo Fernando Alonso
- 20. kolo Kimi Räikkönen
- 21. - 22. kolo Mark Webber
- 33. - 57. kolo Fernando Alonso

### Postavení na startu
- Modře startoval z boxu.
- Žlutě rozhodující čas pro postavení na startu.
- Červeně posunutí o deset míst na startu – výměna motoru

| *  | *                                   | *  | *                                      | Kvalifikace III.                      | Kvalifikace II.                        | Kvalifikace I.                         |
| -- | ----------------------------------- | -- | -------------------------------------- | ------------------------------------- | -------------------------------------- | -------------------------------------- |
| 1  | Jenson Button Honda 1:25,229        |    |                                        | Jenson Button Honda 1:25,229          | Fernando Alonso Renault 1:25,729       | Juan Pablo Montoya McLaren 1:27,079    |
|    |                                     | 2  | Giancarlo Fisichella Renault 1:25,635  | Giancarlo Fisichella Renault 1:25,635 | Juan Pablo Montoya McLaren 1:25,902    | Kimi Räikkönen McLaren 1:27,193        |
| 3  | Fernando Alonso Renault 1:25,778    |    |                                        | Fernando Alonso Renault 1:25,778      | Nick Heidfeld BMW 1:26,014             | Mark Webber Williams 1:27,669          |
|    |                                     | 4  | Kimi Räikkönen McLaren 1:25,822        | Kimi Räikkönen McLaren 1:25,822       | Mark Webber Williams 1:26,075          | Jarno Trulli Toyota 1:27,748           |
| 5  | Juan Pablo Montoya McLaren 1:25,976 |    |                                        | Juan Pablo Montoya McLaren 1:25,976   | Kimi Räikkönen McLaren 1:26,161        | Giancarlo Fisichella Renault 1:27,765  |
|    |                                     | 6  | Ralf Schumacher Toyota 1:26,612        | Ralf Schumacher Toyota 1:26,612       | Giancarlo Fisichella Renault 1:26,196  | Nick Heidfeld BMW 1:27,796             |
| 7  | Mark Webber Williams 1:26,937       |    |                                        | Mark Webber Williams 1:26,937         | Jarno Trulli Toyota 1:26,327           | Ralf Schumacher Toyota 1:28,007        |
|    |                                     | 8  | Nick Heidfeld BMW 1:27,579             | Nick Heidfeld BMW 1:27,579            | Jenson Button Honda 1:26,337           | Jenson Button Honda 1:28,081           |
| 9  | Jarno Trulli Toyota 0000            |    |                                        | Jacques Villeneuve BMW 1:29,239 Motor | Ralf Schumacher Toyota 1:26,596        | Michael Schumacher Ferrari 1:28,228    |
|    |                                     | 10 | Michael Schumacher Ferrari 1:26,718    | Jarno Trulli Toyota 0000              | Jacques Villeneuve BMW 1:26,714        | Nico Rosberg Williams 1:28,351         |
| 11 | David Coulthard Red Bull 1:27,023   |    |                                        |                                       | Michael Schumacher Ferrari 1:26,718    | David Coulthard Red Bull 1:28,408      |
|    |                                     | 12 | Vitantonio Liuzzi Torro Rosso 1:27,219 |                                       | David Coulthard Red Bull 1:27,023      | Jacques Villeneuve BMW 1:28,460        |
| 13 | Christian Klien Red Bull 1:27,591   |    |                                        |                                       | Vitantonio Liuzzi Torro Rosso 1:27,219 | Fernando Alonso Renault 1:28,569       |
|    |                                     | 14 | Nico Rosberg Williams 1:29,422         |                                       | Christian Klien Red Bull 1:27,591      | Christian Klien Red Bull 1:28,757      |
| 15 | Felipe Massa Ferrari 0000           |    |                                        |                                       | Nico Rosberg Williams 1:29,422         | Felipe Massa Ferrari 1:28,868          |
|    |                                     | 16 | Rubens Barrichello Honda 1:29,943      |                                       | Felipe Massa Ferrari 0000              | Vitantonio Liuzzi Torro Rosso 1:28,999 |
| 17 | Christijan Albers Midland 1:30,226  |    |                                        |                                       |                                        | Rubens Barrichello Honda 1:29,943      |
|    |                                     | 18 | Scott Speed Torro Rosso 1:30,426       |                                       |                                        | Christijan Albers Midland 1:30,226     |
| 19 | Jacques Villeneuve BMW 1:29,239     |    |                                        |                                       |                                        | Scott Speed Torro Rosso 1:30,426       |
|    |                                     | 20 | Tiago Monteiro Midland 1:30,709        |                                       |                                        | Tiago Monteiro Midland 1:30,709        |
| 21 | Takuma Sató Super Aguri 1:32,279    |    |                                        |                                       |                                        | Takuma Sató Super Aguri 1:32,279       |
|    |                                     | 22 | Yuji Ide Super Aguri 1:36,164          |                                       |                                        | Yuji Ide Super Aguri 1:36,164          |

### Sobotní tréninky
| 1  | Nick Heidfeld BMW 1:35,335             | 2  | Jacques Villeneuve BMW 1:36,281       |
| 3  | Vitantonio Liuzzi Torro Rosso 1:36,373 | 4  | Giancarlo Fisichella Renault 1:36,414 |
| 5  | Ralf Schumacher Toyota 1:36,445        | 6  | Felipe Massa Ferrari 1:36,506         |
| 7  | Michael Schumacher Ferrari 1:37,332    | 8  | Rubens Barrichello Honda 1:37,481     |
| 9  | Jarno Trulli Toyota 1:37,492           | 10 | Scott Speed Torro Rosso 1:37,852      |
| 11 | Christian Klien Red Bull 1:37,847      | 12 | Mark Webber Williams 1:38,036         |
| 13 | Jenson Button Honda 1:38,505           | 14 | David Coulthard Red Bull 1:38,683     |
| 15 | Nico Rosberg Williams 1:39,401         | 16 | Tiago Monteiro Midland 1:39,515       |
| 17 | Fernando Alonso Renault 1:39,654       | 18 | Yuji Ide Super Aguri 1:40,261         |
| 19 | Takuma Sató Super Aguri 1:41,448       | 20 | Juan Pablo Montoya McLaren 1:44,350   |
| 21 | Kimi Räikkönen McLaren 1:48,284        | 22 | Christijan Albers Midland 0000        |

### Páteční tréninky
| *  | I. Trénink                          | *  | II. Trénink                            |
| -- | ----------------------------------- | -- | -------------------------------------- |
| 1  | Anthony Davidson Honda 1:28,259     | 1  | Anthony Davidson Honda 1:26,822        |
| 2  | Robert Doornbos Red Bull 1:28,558   | 2  | Alexander Wurtz Williams 1:26,832      |
| 3  | Jacques Villeneuve BMW 1:28,595     | 3  | Robert Kubica BMW 1:27,200             |
| 4  | Kimi Räikkönen McLaren 1:28,713     | 4  | Jenson Button Honda 1:27,213           |
| 5  | Felipe Massa Ferrari 1:29,025       | 5  | Fernando Alonso Renault 1:27,443       |
| 6  | Michael Schumacher Ferrari 1:29,041 | 6  | Michael Schumacher Ferrari 1:27,658    |
| 7  | Ralf Schumacher Toyota 1:29,411     | 7  | Kimi Räikkönen McLaren 1:27,773        |
| 8  | Alexander Wurtz Williams 1:29,461   | 8  | Rubens Barrichello Honda 1:28,075      |
| 9  | Robert Kubica BMW 1:29,576          | 9  | Juan Pablo Montoya McLaren 1:28,200    |
| 10 | Christian Klien Red Bull 1:29,601   | 10 | Felipe Massa Ferrari 1:28,227          |
| 11 | David Coulthard Red Bull 1:29,676   | 11 | Giancarlo Fisichella Renault 1:28,280  |
| 12 | Scott Speed Torro Rosso 1:31,017    | 12 | Jacques Villeneuve BMW 1:28,440        |
| 13 | Christijan Albers Midland 1:31,017  | 13 | David Coulthard Red Bull 1:28,531      |
| 14 | Tiago Monteiro Midland 1:31,812     | 14 | Mark Webber Williams 1:28,860          |
| 15 | Takuma Sató Super Aguri 1:34,036    | 15 | Nick Heidfeld BMW 1:29,053             |
| 16 | Yuji Ide Super Aguri 1:36,684       | 16 | Jarno Trulli Toyota 1:29,138           |
| 17 | Markus Winkelhock Midland 1:36,859  | 17 | Scott Speed Torro Rosso 1:29,196       |
| 18 | Neel Jani Torro Rosso 1:40,818      | 18 | Ralf Schumacher Toyota 1:29,379        |
| -  | Fernando Alonso Renault 0000        | 19 | Tiago Monteiro Midland 1:29,713        |
| -  | Giancarlo Fisichella Renault 0000   | 20 | Robert Doornbos Red Bull 1:29,876      |
| -  | Jarno Trulli Toyota 0000            | 21 | Christian Klien Red Bull 1:29,879      |
| -  | Juan Pablo Montoya McLaren 0000     | 22 | Nico Rosberg Williams 1:29,933         |
| -  | Nick Heidfeld BMW 0000              | 23 | Neel Jani Torro Rosso 1:30,686         |
| -  | Rubens Barrichello Honda 0000       | 24 | Vitantonio Liuzzi Torro Rosso 1:30,734 |
| -  | Vitantonio Liuzzi Torro Rosso 0000  | 25 | Christijan Albers Midland 1:30,830     |
| -  | Mark Webber Williams 0000           | 26 | Markus Winkelhock Midland 1:31,260     |
| -  | Nico Rosberg Williams 0000          | 27 | Takuma Sató Super Aguri 1:32,556       |
| -  | Jenson Button Honda 0000            | 28 | Yuji Ide Super Aguri 1:34,224          |

### Zajímavosti
- David Coulthard díky penalizaci Speeda poskočil na bodovanou pozici a zaznamenal tak 500. bod ve své kariéře.
- Pneumatiky Michelin se představily ve své 200. GP
- Nick Heidfeld startoval v 100. GP
- Honda získala 2 pole positions po 38 letech od získání prvního.

| Pole position | Vítězství       | Nej. kolo      |
| Jenson Button | Fernando Alonso | Kimi Räikkönen |
| Honda RA106   | Renault R26     | McLaren MP4/21 |
| 1'25.229      | 1:34'27.870     | 1'26.045       |
| 223.994 km/h  | 191.990 km/h    | 221.870 km/h   |
| ------------- | --------------- | -------------- |

### Stav MS
- Zelená - vzestup
- Červená - pokles

| *  | Jezdec               | Body |
| -- | -------------------- | ---- |
| 1  | Fernando Alonso      | 28   |
| 2  | Giancarlo Fisichella | 14   |
| 3  | Kimi Räikkönen       | 14   |
| 4  | Michael Schumacher   | 11   |
| 5  | Jenson Button        | 11   |
| 6  | Juan Pablo Montoya   | 9    |
| 7  | Ralf Schumacher      | 7    |
| 8  | Jacques Villeneuve   | 5    |
| 9  | Nick Heidfeld        | 5    |
| 10 | Felipe Massa         | 4    |
| 11 | Mark Webber          | 3    |
| 12 | Rubens Barrichello   | 2    |
| 13 | Nico Rosberg         | 2    |
| 14 | Christian Klien      | 1    |
| 15 | David Coulthard      | 1    |

| * | Vůz      | Body |
| - | -------- | ---- |
| 1 | Renault  | 42   |
| 2 | McLaren  | 23   |
| 3 | Ferrari  | 15   |
| 4 | Honda    | 13   |
| 5 | BMW      | 10   |
| 6 | Toyota   | 7    |
| 7 | Williams | 5    |
| 8 | Red Bull | 2    |

| *  | Jezdec         | Body |
| -- | -------------- | ---- |
| 1  | Španělsko      | 28   |
| 2  | Německo        | 25   |
| 3  | Itálie         | 14   |
| 4  | Finsko         | 14   |
| 5  | Velká Británie | 12   |
| 6  | Kolumbie       | 9    |
| 7  | Brazílie       | 6    |
| 8  | Kanada         | 5    |
| 9  | Austrálie      | 3    |
| 10 | Rakousko       | 1    |